# Partiti politici nell'Autorità Nazionale Palestinese
I seguenti partiti politici hanno preso parte alle elezioni dell'Autorità nazionale palestinese nei territori palestinesi.

## Partiti
Partiti presenti nel Consiglio legislativo palestinese dopo le ultime elezioni legislative in Palestina del 2006.
- 74 seggi - Hamas o movimento di resistenza islamica (harakat al-muqāwamah al-islāmiyyah)
- 45 seggi - Fatah o Movimento di liberazione palestinese (harakat al-tahrīr al-filastīnī)
- 3 seggi - Fronte popolare per la liberazione della Palestina (al-jabhah al-sha`biyyah li-tahrīr filastīn)
- 2 seggi - Iniziativa Nazionale Palestinese (al-mubādara al-wataniya al-filastīniyya)
- 2 seggi - Terza via (aṭ-ṭarīq aṯ-ṯāliṯ)
- 1 seggio - Fronte democratico per la liberazione della Palestina (FDLP - al-jabhah al-dīmūqrātiyyah li-tahrīr filastīn)
- 1 seggio - Partito popolare palestinese (PPP - hizb al-sha`b al-filastīnī)

Altri partiti
- Al-Mustaqbal o Il Futuro
- Fronte Arabo di Liberazione (Jabhet Al-Tahrir Al-'Arabiyah)
- As-Sa'iqa (Fulmine, chiamato anche Avanguardia per la guerra di Liberazione Popolare - Ṭalāʾiʿ ḥarb al-taḥrīr al-shaʿbiyya - Quwwāt al-Ṣāʾiqa)
- Unione democratica palestinese (al-ittihād al-dīmūqrātī al-filastīnī, FiDA)
- Coalizione nazionale per la giustizia e la democrazia
- Palestine Forum lanciato il 16 novembre 2007 dall'imprenditore Munib al-Masri,
- Fronte di liberazione della Palestina (FLP - ala di Abu Nidal Ashqar - Al-Jabha Li-Tahrir Filastin)
- Fronte di liberazione della Palestina (ala di Yakub)
- Fronte arabo palestinese
- Partito comunista palestinese (anni '90)
- Giustizia palestinese
- Fronte di lotta popolare palestinese
- Fronte popolare per la liberazione della Palestina - Comando generale (FPLP-CG - al-jabha al-shaʿbiyya li-tahrīr Filasṭīn - al-Qiyāda al-ʿĀmma)
- Partito Comunista Rivoluzionario Palestinese

Coalizioni
- Alleanza democratica (FDLP, FPLP, il PPP, Fronte di liberazione della Palestina (fazione Yakub))
- Lista "Alleanza democratica" - Alleanza di cinque partiti palestinesi di sinistra [1].

## Elezioni
- elezioni presidenziali del 2005
- elezioni legislative del 2006,